# كريس قاولد
كريس قاولد (بالإنجليزية: Chris Gould)‏ هو لاعب كرة قدم أمريكية أمريكي، ولد في 10 ديسمبر 1985 في لوك هيفن، بنسيلفانيا في الولايات المتحدة.